# Dismorphia crisia
Dismorphia crisia är en fjärilsart som först beskrevs av Dru Drury 1782.  Dismorphia crisia ingår i släktet Dismorphia och familjen vitfjärilar. Inga underarter finns listade i Catalogue of Life.

## Bildgalleri

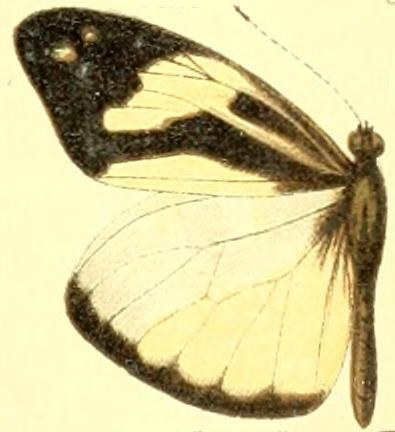
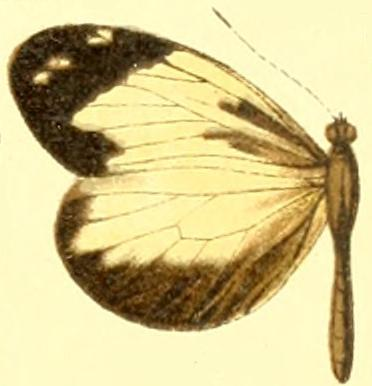
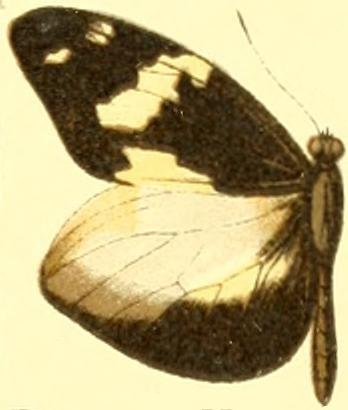
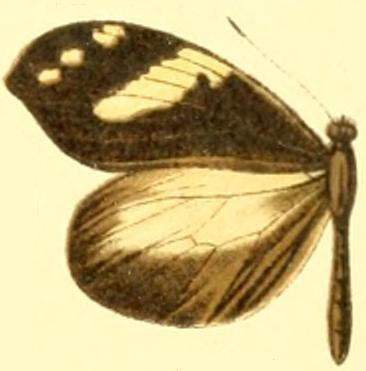